# Бугров, Виталий Иванович
Вита́лий Ива́нович Бугро́в (14 мая 1938 — 24 июня 1994) — русский советский критик, библиограф и историк фантастической литературы, редактор и автор фантастических рассказов.

## Биография
Окончил филологический факультет Уральского университета. С 1955 года жил в Свердловске. Работал школьным учителем, воспитателем в интернате, с 1966 года — в редакции журнала «Уральский следопыт».
Один из ярких и последовательных пропагандистов и подвижников научной фантастики в СССР. В течение многих лет заведовал отделом фантастики в журнале «Уральский следопыт», был одним из основных организаторов фестиваля и премии «Аэлита». Вместе с Б. Ляпуновым был один из первых популяризаторов российской дореволюционной и советской довоенной фантастики. Многочисленные статьи и заметки Бугрова объединены в книгах «В поисках завтрашнего дня. О фантастике всерьёз и с улыбкой» (1981) и «1000 ликов мечты. О фантастике всерьёз и с улыбкой. Очерки и этюды» (1988). Активно занимался библиографией фантастики, среди его исследований выделяются: «Советская фантастика: Книги 1917—1975 гг.» (1979), «Погребённые в периодике (1945—1976)» (1980), а также аннотированные указатели, составленные в соавторстве с И. Халымбаджой — «Фантастика в дореволюционной русской литературе» (1983) и «Довоенная советская фантастика» (1986; доп.1989; доп.1992).
Лауреат премии «Великое Кольцо» (1981), премии им. И. Ефремова (1988) и премии «Странник» (1995) в номинации «Паладин фантастики».
Скончался в 1994 году. Похоронен на Широкореченском кладбище.
В 1997 году был издан посмертный сборник рассказов Бугрова «Второе путешествие Филеаса Фогга» и учреждена мемориальная премия «Аэлиты» — Премия им. В. Бугрова — за вклад в фантастиковедение.

### Книги
- Бугров В. В поисках завтрашнего дня. О фантастике всерьез и с улыбкой. — Свердловск: Сред.-Урал. кн. изд., 1981. — 223 с.
- Бугров В. Второе путешествие Филеаса Фога. — Екатеринбург: Уральский следопыт, 1997. ISBN 5-58385-013-X.

### Рассказы
- Ассистент доктора Кларка // Уральский следопыт. — 1963. — № 11. — С. 45-51.
- Затылок в зеркале // Уральский следопыт. — 1966. — № 10. — С. 70-75.
- Островитяне // Бугров В. Второе путешествие Филеаса Фога. — Екатеринбург: Уральский следопыт, 1997.
- Рыцарь: Рассказ-шутка // Уральский следопыт. — 1965. — № 11. — С. 78.
- Тот, который создавал их предков // Бугров В. Второе путешествие Филеаса Фога. — Екатеринбург: Уральский следопыт, 1997. — С. 67-70.

### Критика
- Бугров В. И. 1000 ликов мечты: О фантастике всерьёз и с улыбкой / В. И. Бугров. — Свердловск, 1988. — 288 с.
- «Всё то же: люди среди людей…» // Урал. — 1980. — № 3. — С. 172—176.
- Есть ли жизнь на Земле? // Уральский следопыт. — 1981. — № 4. — С. 62-63.
- Забытые страницы // Уральский следопыт. — 1968. — № 1. — С. 63-69.
- …И выдумали самих себя! // Уральский следопыт. — 1970. — № 7. — С. 72-77.
- Капитан Немо в России // Уральский следопыт. — 1974. — № 7. — С. 55.
- Конструктор мечты // Собеседник: Сб. для юношества. Вып. 4. — Новосибирск: Западно-Сибирское кн. изд-во, 1979. — С. 61-75.
- Лоция в книжном мире // Уральский следопыт. — 1975. — № 12. — С. 69.
- О фантастике — всерьёз и с улыбкой // Собеседник: Сб. для юношества. Вып. 1. — Новосибирск: Западно-Сибирское кн. изд-во, 1974. — С. 77-93.
- О фантастике — всерьёз и с улыбкой // Собеседник: Сб. для юношества. Вып. 2. — Новосибирск: Западно-Сибирское кн. изд-во, 1975. — С. 61-75.
- О фантастике — всерьёз и с улыбкой // Собеседник: Сб. для юношества. Вып. 3. — Новосибирск: Западно-Сибирское кн. изд-во, 1977. — С. 113—129.
- Обитаемая Луна // Только один старт: Фант. рассказы и повести. — Свердловск: СУКИ, 1971. — С. 195—204.
- От бересты к…? // Уральский следопыт. — 1966. — № 10. — С. 40-42.
- От составителя // Только один старт: Фант. рассказы и повести. — Свердловск: СУКИ, 1971. — С. 5-6.
- Послесловие // Ефремов И. Час Быка: НФ роман. — Свердловск: СУКИ, 1989. — С. 438—446.
- (С И. Чебаненко) Проданный… аппетит // Уральский следопыт. — 1970. — № 10. — С. 76.
- Путеводитель по стране чудес // Уральский следопыт. — 1971. — № 1. — С. 79.
- Седьмой материк // Уральский следопыт. — 1969. — № 1. — С. 64-67.
- Собирающий красоту // Уральский следопыт. — 1972. — № 12. — С. 48-51.
- Собирающий красоту // Собеседник : Сб. для юношества. Вып. 2. — Новосибирск: Западно-Сибирское кн. изд-во, 1975. — С. 75-85.

### Библиографии
- (С И. Халымбаджой) Довоенная советская фантастика: Материалы к биобиблиографии // Поиск-86. — Свердловск: СУКИ, 1986. — С. 311—335.
- Погребённые в периодике (1945—1975) // Собеседник: Сборник для юношества. Вып. 5. — Новосибирск: Западно-Сибирское кн. изд-во, 1980. — С. 205—222.
- Советская фантастика: книги 1917—1975 гг. // Собеседник: Сб. для юношества. Вып. 4. — Новосибирск: Западно-Сибирское кн. изд-во, 1979. — С. 217—247.
- (С И. Халымбаджой) Фантастика в дореволюционной русской литературе: Опыт биобиблиографии // Поиск-83. — Свердловск: СУКИ, 1983. — С. 328—352.
- Фантастика Урала и Сибири (библиография) // Только один старт: Фант. рассказы и повести. — Свердловск: СУКИ, 1971. — С. 205—209.

### О Бугрове
- Гаков Вл. Один из славного племени книжников // ЗС. — 1982. — № 9. — С. 43.
- Гопман В. (В. Бугров. В поисках завтрашнего дня) // ДЛ. — 1983. — № 2. — С. 48-49.
- Казанцев С. О Виталии Ивановиче // Бугров В. Второе путешествие Филеаса Фога. — Екатеринбург: Уральский следопыт, 1997. — С. 3-8.